# Таиораке, Токаби
Токаби Таиораке (англ. Tokabi Kaiorake; род. 4 августа 1983) — кирибатийский футболист, защитник.

## Биография
Токаби Таиораке родился 4 августа 1983 года.
Играл в футбол на позиции защитника.
В 2003 году выступал в чемпионате Кирибати за Макин.
В 2010 году защищал цвета Северного Табитеуэа.
В 2003 году в составе сборной Кирибати участвовал в футбольном турнире Тихоокеанских игр в Суве. Провёл 4 матча против сборных Тувалу (2:3), Соломоновых Островов (0:7), Фиджи (0:12) и Вануату (0:18), мячей не забивал.